# جونسون موانيكا
جونسون باولو ماثياس موانيكا هو نائب عام سابق لتنزانيا، وشغل في السابق مناصب نائب المدعي العام والأمين الدائم في وزارة العدل والشؤون الدستورية. تم تعيينه في ديسمبر 2005 خلفًا لأندرو تشينج الذي ترك المنصب بعد عشر سنوات ليصبح نائبًا في البرلمان.
في سبتمبر 2008 تورط موانيكا في فضيحة ريتشموند لتوليد الكهرباء. صدر بيان حكومي يبرئ موانيكا في يوليو 2009، لكن النواب رفضوه. تقاعد موانيكا في أكتوبر 2009 وخلفه القاضي فريدريك ويريما.